# Mészáros Zoltán (biológus)
Mészáros Zoltán (Budapest, 1936. július 19. – 2017. november 17.) magyar kertészmérnök, entomológus, kaktuszkutató, egyetemi tanár, a Magyar Rovartani Társaság örökös tagja. Botanikai szakmunkákban nevének rövidítése: „Mészáros”.

## Élete

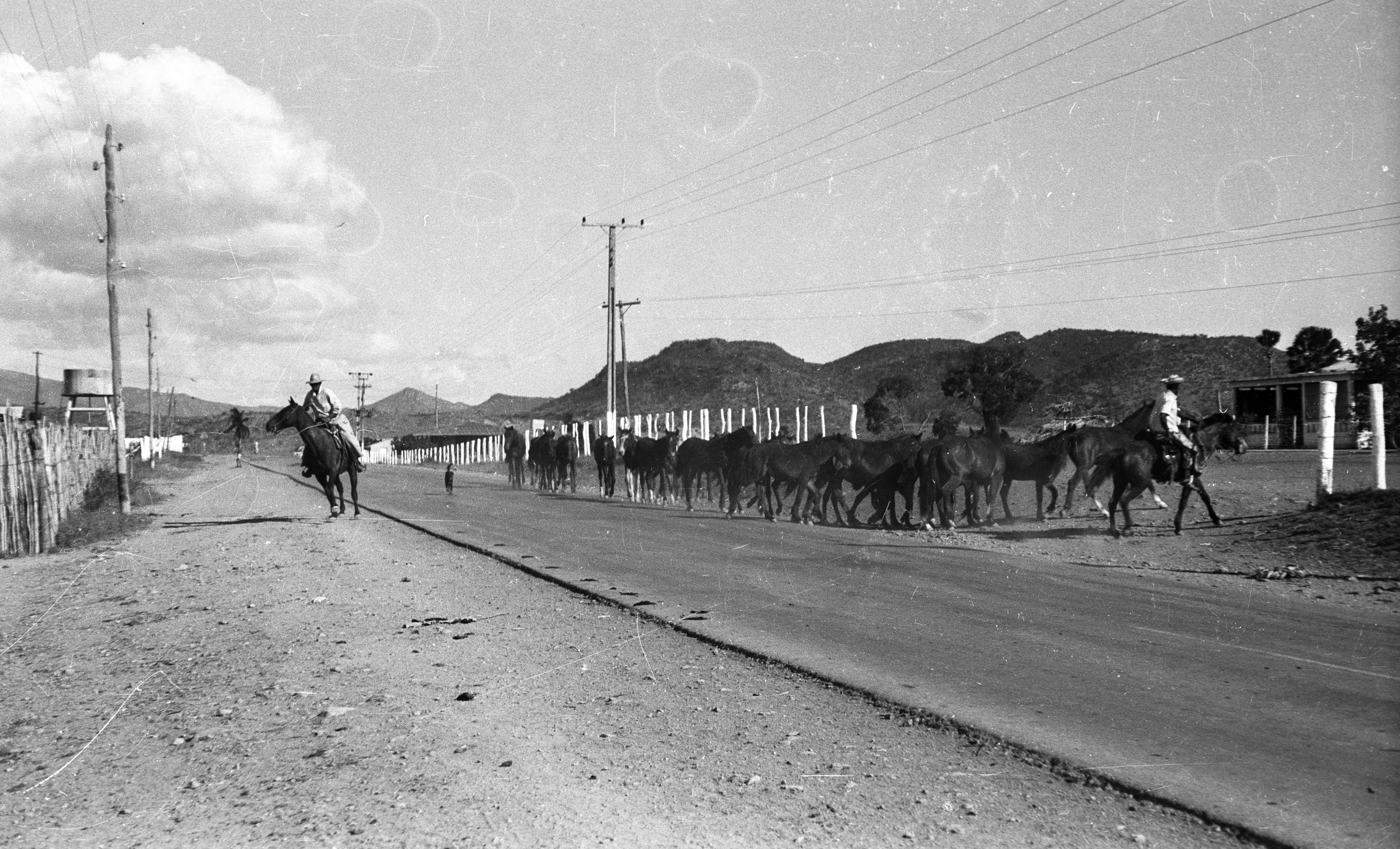
Kubában készült fényképe a Fortepan fényképgyűjteményben

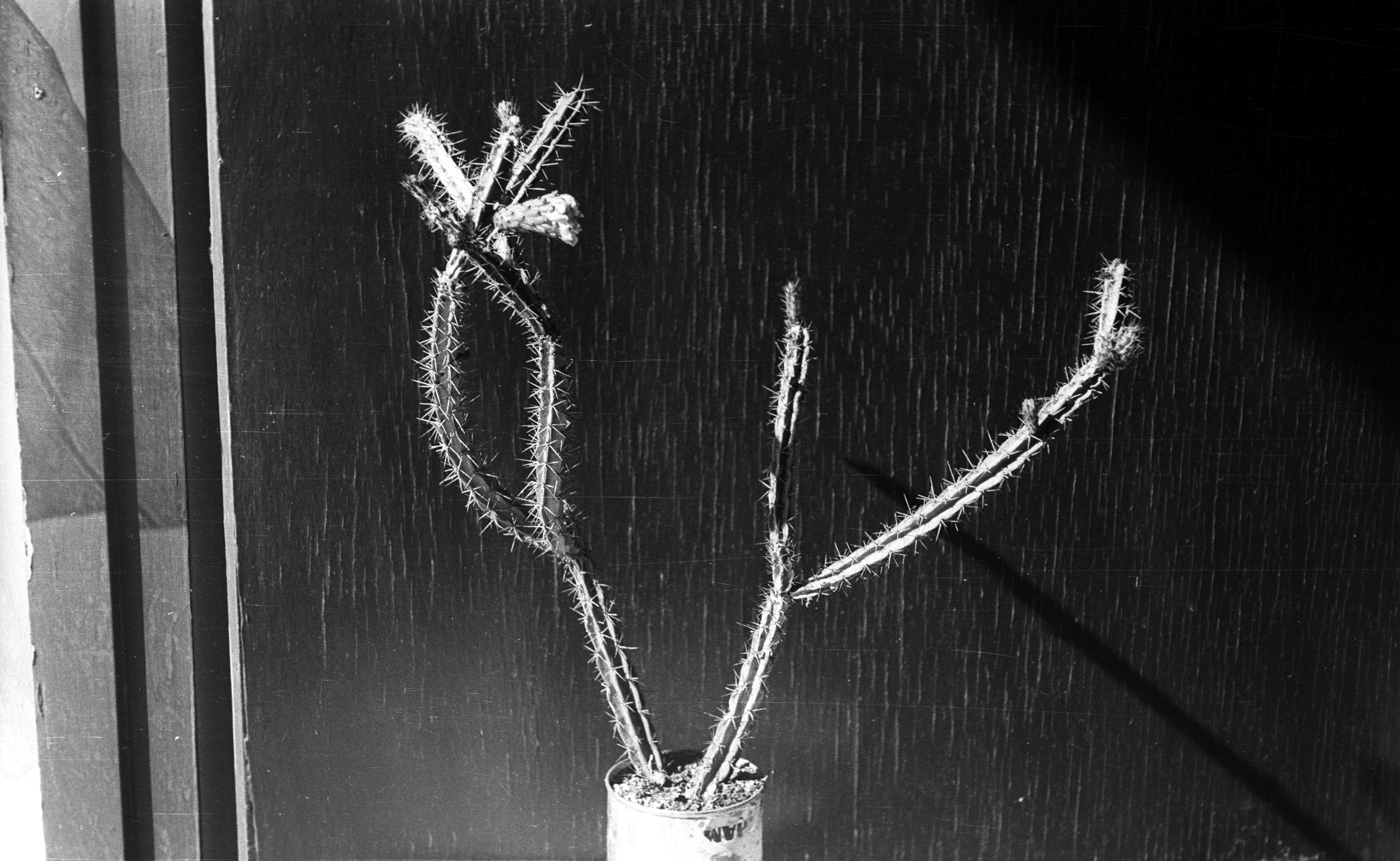
Erdei kaktusz – Mészáros Zoltán fotója a Fortepan fényképgyűjteményében

Felsőfokú tanulmányait a Kertészeti és Szőlészeti Főiskola diákjaként végezte, ahol 1960-ban szerzett oklevelet. Badacsonyban volt gyakornok, majd Kazincbarcikán kapott főkertészi állást, dolgozott ültetvénytervező szőlészként, később a Növényvédelmi Kutató Intézethez került növényvédelmi rovartani szakemberként.
1973 és 1975 között két évet töltött a feleségével együtt Kubában, a havannai Növényegészségügyi Szolgálatnál, több más magyar kutató, köztük Borhidi Attila botanikus és geológus szakemberek társaságában. Munkája mellett számos kaktuszt, rovarokat és csigákat gyűjtött a budapesti Természettudományi Múzeum 1956-ban leégett gyűjteményének pótlására. Később, 1984-ben még egy évet töltött latin-amerikai területen, amikor Mexikóban volt vendégoktató és gyakorlatvezető, egy mexikói-magyar „kukoricaprogramban”, ott a szabad idejében szintén sokat járta a terepet, kaktuszokat és rovarokat gyűjtve.
Kandidátusi értekezését 1978-ban írta rovartani témából, 1979-ben szerzett doktorátust, majd 1992-ben szerezte meg a növénytermesztési és kertészeti tudományok akadémiai doktora címet. Közben, 1987-ben tért vissza a Kertészeti és Élelmiszeripari Egyetemre, ahol az akkor újjáalakult Rovartani Tanszéket vezette, onnan ment nyugdíjba 2005-ben. Fő tárgya az egyetemen a növényvédelmi állattan volt, ami mellett számos választható tantárgyat tanított, biológiai növényvédelemmel és ökológiával kapcsolatos témákban.
Fiatalabb korában foglalkozott vitorlázórepüléssel is, emellett hobbija a fotózás; fényképei közül mintegy 800 – részben Kubában, részben itthon készült – felvétel a Fortepan fényképgyűjtemény interneten elérhető anyagában nyilvánosan is megtekinthető.
2017. november 17-én hajnalban hunyt el Budapesten; búcsúztatója 2017. december 9-én volt a Kapisztrán Szent János plébániatemplomban (1022 Budapest, Törökvész u. 4.).

## Kutatási területei
Elsősorban a lepkék kutatásával foglalkozott, növényvédelmi, ökológiai és populációdinamikai szempontok mentén, de folytatott kutatásokat a rablópillék taxonómiájával és faunisztikájával kapcsolatosan is.
Trópusi utazásainak eredményeként a kaktuszok kutatásában is elmélyedt. Több, a Melocactus nemzetséghez tartozó fajt és faj alatti taxont (Melocactus borhidii, M. radóczii, M. nagyi, M. acunai v. laguanense, M. harlowii f. candida) ő fedezett fel és írt le elsőként a tudomány számára. Botanikai tudományos nevekben a Mészáros jelölés az ő nevére utal.

## Szervezeti tagságai
Több hazai és nemzetközi entomológiai, ökológiai, illetve kaktuszneveléssel kapcsolatos szervezet tagja. 2001-2004 között a Magyar Kaktuszgyűjtők Országos Egyesületének elnöke, majd tiszteletbeli elnöke lett, emellett tagja a Kaktusz-Világ folyóirat szerkesztő bizottságának. A Magyar Rovartani Társaság örökös tagja.

## Művei
Mintegy 240 szakkönyvet, könyvrészletet, tanulmányt és szakcikket írt, jó néhány népszerű ismeretterjesztő kiadványnak is szerzője, társszerzője és / vagy szerkesztője volt. Fő művei között említést érdemelnek az alábbiak:
- Jenser Gábor – Mészáros Zoltán – Sáringer Gyula (szerk.): A szántóföldi és kertészeti növények kártevői. Mezőgazda Kiadó, Budapest, 1998
- Balázs Klára – Mészáros Zoltán (szerk.): A magyarországi molylepkék gyakorlati albuma. Agroinform, Budapest, 2005
- Balázs Klára – Mészáros Zoltán (szerk.): Biológiai védekezés természetes ellenségekkel. Mezőgazdasági Könyvkiadó, Budapest, 1989
- Mészáros Zoltán: Trópusi pillangók. Búvár zsebkönyvek, Móra Könyvkiadó, 1982
- Mészáros Zoltán: Szitakötők, kérészek, hangyalesők. Búvár zsebkönyvek sorozat
- Mészáros Zoltán: Virágzó kaktuszok
- Mészáros Zoltán: Csodálatos növényvilág
- Mészáros Zoltán: Törpe kaktuszok (Szabó Dezsővel)
- Mészáros Zoltán: A magyarországi nagylepkék gyakorlati albuma
- Mészáros Zoltán: Kaktuszok között. Magyar kaktuszgyűjtők Országos Egyesülete, 2006. ISBN 978-963-06-1601-0[5]